# Experimentální hudba
Experimentální hudba je hudba, jejímž hlavním cílem je zkoušet nové směry vývoje.

## Techniky
Většina hudebních experimentů je založena na rozšíření
- materiálu, z něhož je hudba vytvořena;
- postupů, jak materiál organizovat;
- způsobů, jak hudbu prezentovat.

Většina experimentů se soustřeďuje především pouze na jeden z těchto přínosů.
Experimenty mohou být založeny teoreticky (konceptuálně) nebo prakticky (empiricky).

### Práce s materiálem
Kromě běžných tónů temperovaného ladění se v hudebních experimentech mezi zvukovým materiálem objevují
- nalezené zvuky, jejichž hodnota je především asociační (mají vyvolat představu nějakého prostředí);
- nalezené zvuky, jejichž hodnota je především v neotřelosti nebo poutavosti témbru, barvy;
- syntetické zvuky, generované elektrickou cestou, výjimečně mechanicky (siréna);
- tóny laděné v jiných soustavách, než obecně známé temperované, včetně mikrointervalů.

### Experimenty s organizací zvukového materiálu
Po krizi evropské tonální hudby na počátku 20. století se v důsledku experimentů objevila a po několika desetiletích uzavřela slepá větev vývoje, pocházející z německy mluvících zemí, reprezentovaná
- dodekafonií, která se snažila zrovnoprávnit všechny tóny vytvořením řady 12 tónů, z nichž žádný se nesměl opakovat, dokud nezaznělo zbylých 11 (Arnold Schönberg);
- serialismem, vycházejícím z téhož principu, avšak pracujícím i s menší množinou tónů (Karlheinz Stockhausen);
- multiserialismem, který komplikovaně užíval tutéž techniku, avšak kromě tónové výšky pracoval také s délkou, barvou, sílou, umístěním v prostoru apod.

Výsledná hudba byla pro posluchače nečitelná, komplikovaná až chaotická a nesrozumitelná. Následkem toho se v USA v 70. letech objevily minimalistické experimenty, které pracují s jednoduchým, stále se opakujícím motivem, který se příp. mohl nezřetelně proměňovat (Steve Reich, Philip Glass). I tato větev vývoje se však po cca 20 letech vyčerpala. Nezávisle na tom zkoušeli někteří hudebníci (John Cage) experimentovat s aleatorikou, tedy principem náhodného uspořádání tónů (alea = hrací kostka). Kromě "velké aleatoriky", která podřizuje náhodě v určité pasáži skladby vše, nebo téměř vše, se v "malé aleatorice" řídí náhodou jen jeden nebo několik málo prvků (např. síla tónu).
Kromě organizace tónů experimentují někteří hudebníci s formou, tedy s organizací hudebních celků. Jedním z nejznámějších experimentů je tzv. atematický sloh (Alois Hába), tedy hudba plynoucí stále dopředu, aniž by se cokoli opakovalo.
Široké pole pro experimenty je v kombinacích s jinými uměleckými prostředky (slovo, tvar, akce).
V době postmoderny se také objevují experimenty s kombinací hudebních žánrů, často etnických. Některé tyto experimenty přesahují i výrazně hlavní proud world music.

## Historie
První, svým dosahem ale nepříliš významné, experimenty v oblasti hudby, které si kladly za cíl ovlivnit její vývoj, se dají datovat až na počátek 19. století. Skutečný začátek vývoje této oblasti však přišel až zhruba s počátkem 20. století a je spojen s lidmi, kteří nebyli přímo hudebníci. První futuristé byli malíři a básníci, na experimentech se dodnes podílejí zvukoví inženýři, kulturní teoretikové a další. Zásadní vliv na historii experimentální hudby měly např. technické vynálezy, velká obliba rozhlasových her po druhé světové válce, prázdninové hudební kurzy v Darmstadtu.
Po prvních pokusech italských futuristů, které neměly daleko k dadaismu, trvalo desítky let, než vznikla první zvuková studia. Nejdřív ve Francii, pak v Německu a v USA. V průběhu 50. let vznikla spousta dalších studií na různých místech světa. Ta nejvýznamnější byla v Miláně, ve Varšavě, v New Yorku a v Mnichově. Jako úspěšné se ukázaly experimenty se získáváním a úpravou základní zvukové materie. Většina experimentů s organizací zvuků zavedla autory do slepé uličky, kde se oddělili od publika a vytvořili soudobé hudbě pověst nesrozumitelných, akademických zvukových celků, které nejsou určeny pro širší publikum. S rozvojem formátu MIDI a posléze počítačové wavetable syntézy se technické možnosti uvolnily i pro běžné hudebníky a pojem hudební experiment už širší publikum tolik neleká.

### Italští futuristé
Skupina italských futuristů kolem F. T. Marinettiho reagovala na jeho Manifest futurismu, uveřejněný v pařížském Figaru 20. února 1909, poprvé v roce 1911. Tato reakce (manifest F. B. Pratelly publikovaný r. 1913 v klavírním výtahu skladby Musica futuristica per orchestra, op. 30) byla však pouze podnětem k zásadnější formulaci futuristické hudební estetiky. Tou byl Russolův otevřený dopis Umění hluku. Luigi Russolo, jinak malíř, začal svou vizi ihned realizovat. Spolu s Uggem Piatim vyrobili 19 nových hlukových nástrojů a nazvali je intonarumori.

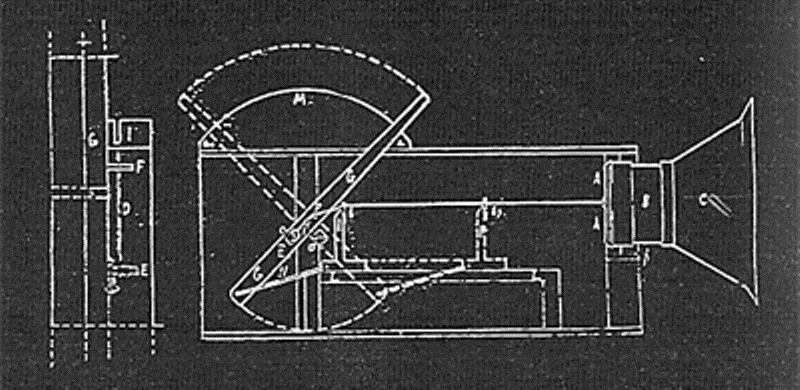
Schéma intonarumori

 Pro tyto nástroje vymyslel Russolo první skladby, první koncert se konal 2. června 1913 v Teatro Storchi v Modeně. 21. dubna 1914 uspořádali Marinetti a Russolo koncert futuristické hudby v Teatro dal Verme v Miláně, kde bylo poprvé využito všech 19 intonarumori. Koncert měl 4 části: Procitnutí města, Setkání automobilů a letadel, Jídlo na hotelové terase, Šarvátka v oáze. V červnu 1921 v Théâtre des Champs-Élysées v Paříži proběhly důležité 3 koncerty, které měly významný vliv na vývoj pařížské Šestky. Uměleckou úroveň Russolových skladeb nelze z dnešního pohledu posoudit, neboť se nezachovaly. Po roce 1921 se jejich autor stáhl do ústraní, vrátil se k malování. K myšlence futuristického orchestru se již nikdo důsledně nevrátil. Russolovo Umění hluku však bylo bezprostřední inspirací pro vznik musique concrète.

### Musique concrète
Bývá označována také konkrétní hudba. Nesprávně se také nazývá bruitismus. V roce 1948 na půdě francouzského státního rozhlasu R.T.F., v Club d'Essay vznikly první zvukové montáže, vyrobené ze zvuků zaznamenaných na deskovou fólii. Jejich autorem byl Pierre Schaeffer. Po objevu techniky uzavřené drážky se ve studiu zrodily 4 zvukové etudy, provedené 5. října 1948 v samostatné relaci Concert de Bruits: Etude aux Tourniquets, Etude aux Chemins de Fer (Železniční etuda), Etude pour piano, Etude pathétique. Obvyklý pracovní postup byl následující:
- interpret nahrál zvolený hudební motiv nebo hudební plochu
- ze záznamu bylo vybráno několik objektů pro přetváření (změnou rychlosti, retrográdní reprodukcí a technikou uzavřené drážky)
- montáž vybraných a přetvořených objektů aplikací tradičních formálních a instrumentačních postupů.

Po živé posluchačské odezvě následovalo několik dalších rozhlasových koncertů, z nichž zlomovým bylo předvedení kompozice Pierra Henryho, žáka Oliviera Messiaena Symphonie pour un Homme Seul (Symfonie pro osamělého člověka, 1950), která přesvědčila posluchače jako plnohodnotné silné umělecké dílo, byla posléze provedena mnohokrát, stala se téměř populární a v roce 1955 byla dokonce zpracována jako balet. Materiálově čerpá z elementů lidského hlasu (fragmenty mluvy, křik, hvízdání, vzrušený dech, šepot…), lidského konání (kroky, klepání, šustot…) a zvuků hudebních nástrojů, především připraveného klavíru.
Rostoucí ohlas donutil vedení R.T.F. vyhovět Schaefferovým požadavkům na zdokonalení studia a zakoupit soustavu magnetofonů a další přístroje (fonogen, morphofon a další). Technický vývoj dostal na starost vynikající odborník Ing. Jacques Poullin. Do studia začaly přicházet vyzrálé skladatelské i talentovaní začátečníci, které studio nasměrovalo k dalšímu tvůrčímu vývoji - Pierre Boulez, Iannis Xenakis, Karlheinz Stockhausen, Olivier Messiaen, Darius Milhaud, Edgard Varèse. V rozmezí let 1948–1961 se zde realizovalo 139 autonomních a užitých skladeb, tedy čtvrtina celé světové produkce.

### Elektronische Musik
Dne 18. října 1951 bylo v Kolíně nad Rýnem založeno první studio elektronické hudby. Podle návrhů Wernera Meyer-Epplera, Herberta Eimerta a Fritze Winkela byly v základním vybavení
- zvukové zdroje – elektronický monochord, Bodeho melochord, šumový generátor, sinusový generátor;
- upravovače zvuku – kruhový a čtyřpólový modulátor a několik dalších přístrojů, dozvukové zařízení;
- měřicí přístroje, sloužící ke zvukové analýze;
- záznamové přístroje – jednostopý a čtyřstopý magnetofon.

První skladba užívající elektronických zdrojů, Musica su due dimensioni Bruna Maderny vznikla v roce 1952 ještě v Bonnu u Meyer-Epplera, neboť kolínské studio bylo v té době ještě ve výstavbě. Skladba kombinuje elektronické zdroje se konkrétními zvuky a staví je proti partiím flétny a bicích. Poté vznikla již ve studiu řada experimentů Eimertových, Stockhausenových a Goeyvaertsových. Ve čtyřminutové Eimertově Struktur 8 byly syntetické zvuky poprvé organizovány seriálně. K prvnímu veřejnému provedení došlo v druhé polovině koncertu 19. října 1954 v Kolíně nad Rýnem. Ačkoli produkce netrvala ani půl hodiny, vyvolala pozoruhodnou reakci v tisku. V letech 1953–1960 vzniklo ve studiu 25 skladeb z okruhu cca desítky autorů.
Ve studiu se prosazovaly tyto zásadní tendence:
1. Ve výběru elementů se dává přednost elektronickým zvukům. Kombinace s konkrétními zvuky je zpočátku zamítána.
2. V metodě se dává přednost syntéze před analýzou.
3. Počet elementů je přísně omezen, jejich organizace je většinou seriálně determinována.
4. Vertikálně i horizontálně jsou skladby většinou nespojité, což je dáno existencí ohraničených ploch sinusových tónů, zvuků a zvukových směsí.

Na rozdíl od francouzské poetiky témbrů a zvukových asociací, nabízí německé studio hudbu zvukově poměrně chudou, avšak organizovanou v přísném řádu s přesně propočítanými vztahy mezi jednotlivými parametry a elementy.

### Music for tape
Přibližně v době vzniku kolínského studia se formovaly komunity stejných zájmů i v USA. Vedle skupiny kolem Johna Cage a skupiny kolem manželů Baaronových, experimentujících s magnetofonem, vynikla skupina kolem Vladimira Ussachevského, profesora Columbia University v New Yorku. Po prvním předvedení jeho experimentů v úzkém kruhu odborníků 6. května 1952 vzniklo velmi rychle The Electronic Music Center of Columbia and Princeton Universities a již 28. října téhož roku se konal v Muzeu moderního umění první veřejný koncert. Úvodní slovo měl Lepold Stokowski a v informativní přednášce Ussachewski poprvé užil termín Tape-Music. Zazněly Ussachewského Sonic Contours a skladby Otty Lueninga Low Speed, Invetion a Fantasy in Space. V roce 1953 se Ussachewsky účastní pařížského kongresu experimentální hudby a při následující cestě do Evropy v roce 1957 objeví v místním rozhlase v Baden-Badenu kombinovaný upravovač zvuku Klangumwandler, který se pak stane typickým prostředkem newyorského studia. V roce 1959 získalo centrum značnou finanční podporu Rockefellerovy nadace, takže v polovině šedesátých let disponovalo 3 studii, laboratoří pro základní technický výzkum a vlastním koncertním sálem. V čele vybavení byl velký RCA Sound Synthetizer Marc II. vytvořený ze 4 stejných bloků, obsahujících paralelní přístroje ke zvukové syntéze. Ty umožňovaly na svou dobu velkou produkci elementů o bohatě nastavitelných parametrech. Povelové zařízení pracovalo pomocí děrné pásky, na kterou se děrovaly informace binárním kódem.
V letech 1952–1961 se ve studiu realizovalo 46 skladeb především Ussachewského a Lueninga, z dalších se uvádějí Bülent AreL, Ch. Wuoringen, Milton Babbitt, El-Dabh, M. Toyama.

### Solitéři
- Luciano Berio vyšel z milánského studia vlastní cestou, inspiroval se historií a mýty, užíval citace děl jiných autorů.
- John Cage objevil (kromě preparovaného piana) pro hudbu princip náhody.
- Alois Hába pracoval mikrotonálně a atematicky.
- György Ligeti pracoval s texturami - plochami a klastry, v nichž byla nejdůležitější barva. V padesátých letech 20. století spolupracoval s kolínským studiem.
- Luigi Nono podřídil originálním způsobem svou hudbu vyjádření svých levicových názorů.
- Giacinto Scelsi se necítil být hudebníkem, k zápisu hudby používal asistenty. Přesto předběhl vývoj o několik desetiletí.
- Edgard Varèse se soustředil na nové zvukové zdroje.
- Iannis Xenakis aplikoval v hudbě matematické principy a zkušenosti z architektury.

### V Československu, v Česku
Na území Česka se hudební experimenty těžko prosazovaly. Teprve 18. listopadu 1961 byla povolena jednorázová diskuze odborníků v Literárních novinách. Zúčastnili se Jarmil Burghauser, Svatopluk Havelka, Jan Rychlík, Vladimír Šrámek, Václav Trojan, Eduard Herzog, Vladimír Lébl a Ing. Antonín Svoboda. Následně byla zřízena komise, která měla posoudit prospěšnost této hudby. Experimentální studio v Plzni bylo poté zřízeno v roce 1965. Toto studio však zůstalo uzavřeno pro autory, kteří nedokázali předložit dostatečně socialistické projekty. Ještě v roce 1963 však v mnohatisícovém nákladu vyšla kniha ("Současná hudba na Západě"), jejímž hlavním cílem bylo zostudit a zesměšnit všechny experimenty prováděné ve světě. Významnější bylo dění na Slovensku, kde se zásluhou Miroslava Bázlika, Jozefa Malovce, Ilji Zelenky a Ivana Stadtruckera již v roce 1960 podařilo vytvořit improvizované studio v čs. televizi Bratislava.
V průběhu 70. let vzniklo mimo oficiální půdu v prostředí undergroundu několik hudebních experimentů Milana Knížáka (skupina Aktual) a Pavla Zajíčka s Milanem Hlavsou (skupina DG 307). V 80. letech se v Praze kolem skladatelů Petra Kofroně a Martina Smolky vytvořila skupina Agon, která dodnes interpretuje původní tvorbu českých a světových autorů. V Brně se v 90. letech podařilo zavést tradici Expozice nové hudby, která jednou ročně nabízí přehlídku nejnovějšího vývoje v oblasti experimentální tvorby. Experimentální tvorbě bývá také otevřený festival Muzika Paka. K představitelům novějších směrů experimentální hudební scény, pracujících nejen na poli soudobé vážné hudby, ale v širším rámci postindustriálních konceptů, patří v Česku skladatel Vladimír Hirsch či projekt Autopsia.

### Současný vývoj
Hudební experimenty na počátku 21. století mají velmi malé publikum. Značné rozšíření a zpřístupnění techniky vedlo k nadprodukci diletantských pokusů nepoučených autorů, kteří prošlapávali desítky let staré slepé cesty. Jako umělecky přínosné lze hodnotit některé projekty konceptuálního umění, které kombinují hudbu s výtvarným uměním, s tancem a s happeningem.

### Experimentální hudební nástroj

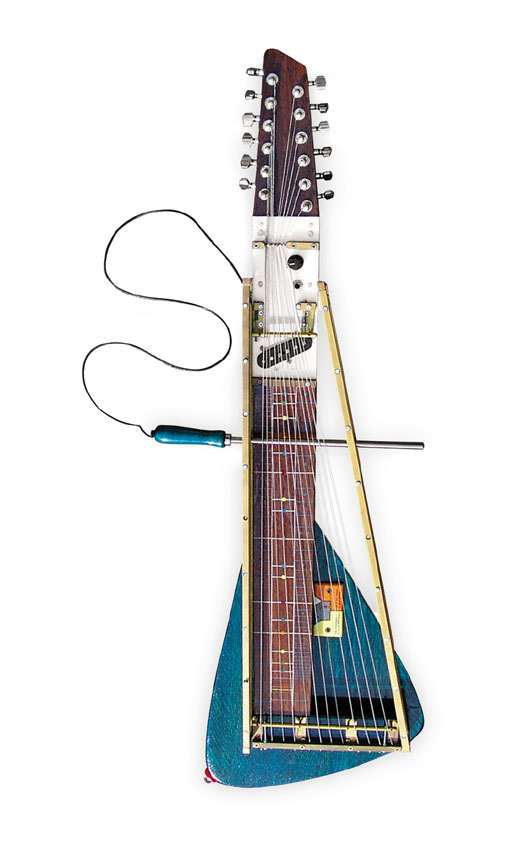
Moodswinger, Yuri Landman

- Yuri Landman, Moodswinger
- Luigi Russolo, Intonarumori
- Harry Partch